# りょうけん座アルファ2型変光星
りょうけん座α2型変光星 (α2 CVn variable) とは、天体の自転に伴って変光を示す回転変光星の一種である。これらの星は、ケイ素・ストロンチウム・クロムの顕著な線スペクトルが見られる化学特異星で、磁場の強い主系列星と考えられている。スペクトル型はB8pからA7pの範囲に分布し、典型的な変光周期は0.5から160日、変光の幅は0.01から0.1等級である。なお、変光星型の由来となったりょうけん座α2星は連星系りょうけん座α星に属する恒星で、5.47日の周期で0.14等級の変光を示している。
りょうけん座α2型変光星の線スペクトル強度は変光と同じ周期で変動している。これらの周期は恒星の自転周期に一致すると考えられている。恒星の磁場によって大気中の金属元素の分布が不均一になり、さらに表面の光度にも地域差が生じていることが原因と推定されている。